# Sascha Bolin
Ernst Alexander ("Sascha", även "Sacha") Bolin, född 25 februari 1889 i Riga i Lettland, död 10 juni 1967 i Uppsala, var en svensk konstnär. Han var teckningslärare, grafiker och tecknare.

## Biografi
Sascha Bolins far var skeppsredaren Ernst Lorens Bolin, född i Karlshamn 1841. Denne var i 45-årsåldern då han seglade över till Riga med sin blivande hustru Jenny Alfridas Sandström för att göra affärer. Paret gifte sig där efter något år och fick de tre sönerna Iwan Bolin, Lorentz Bolin och Sascha. Familjen flyttade tillbaka till Sverige och Kalmar när Sascha var fyra år gammal och två år senare till Stockholm.
Sascha Bolin avlade teckningslärarexamen vid Tekniska skolan i Stockholm 1909 och studerade därefter vid Konstakademien i Stockholm 1909–1914 samt i skolans etsningskurs 1912–1913 och för Axel Tallberg 1915. Vid Konstakademien var han studiekamrat med bland andra Nils von Dardel och Einar Forseth. 
Bolin ställde ut separat på Uddevalla Museum 1913. Han medverkade även i samlingsutställningar på Galleri Gummesons och med Sveriges allmänna konstförening.
Sascha Bolin var en högklassig landskapsmålare, ofta med vintermotiv, och har även målat arkitekturbilder och liknande. Han producerade även etsningar och litografier. Bolin vistades ofta i Bromma, och därifrån hämtade han också de flesta av motiven till sina målningar. 
Under 1920- och 1930-talen hade han ett stort antal utställningar och var en efterfrågad och driven konstnär. Under denna period skrev han bland annat konstrecensioner i Svenska Dagbladet. Bolin blev med tiden en känd personlighet och alltmer originell. Han är begravd på Norra begravningsplatsen utanför Stockholm.